# Owsica omszona
Owsica omszona, owies omszony, owsik omszony (Avenula pubescens (Huds.) Dumort.) – gatunek rośliny z rodziny wiechlinowatych. Trawa występująca niemal w całej Europie oraz w Azji zachodniej i środkowej. W Polsce jest rozpowszechniona niemal w całym kraju, lokalnie bywa rzadsza, np. w Karpatach.

## Morfologia

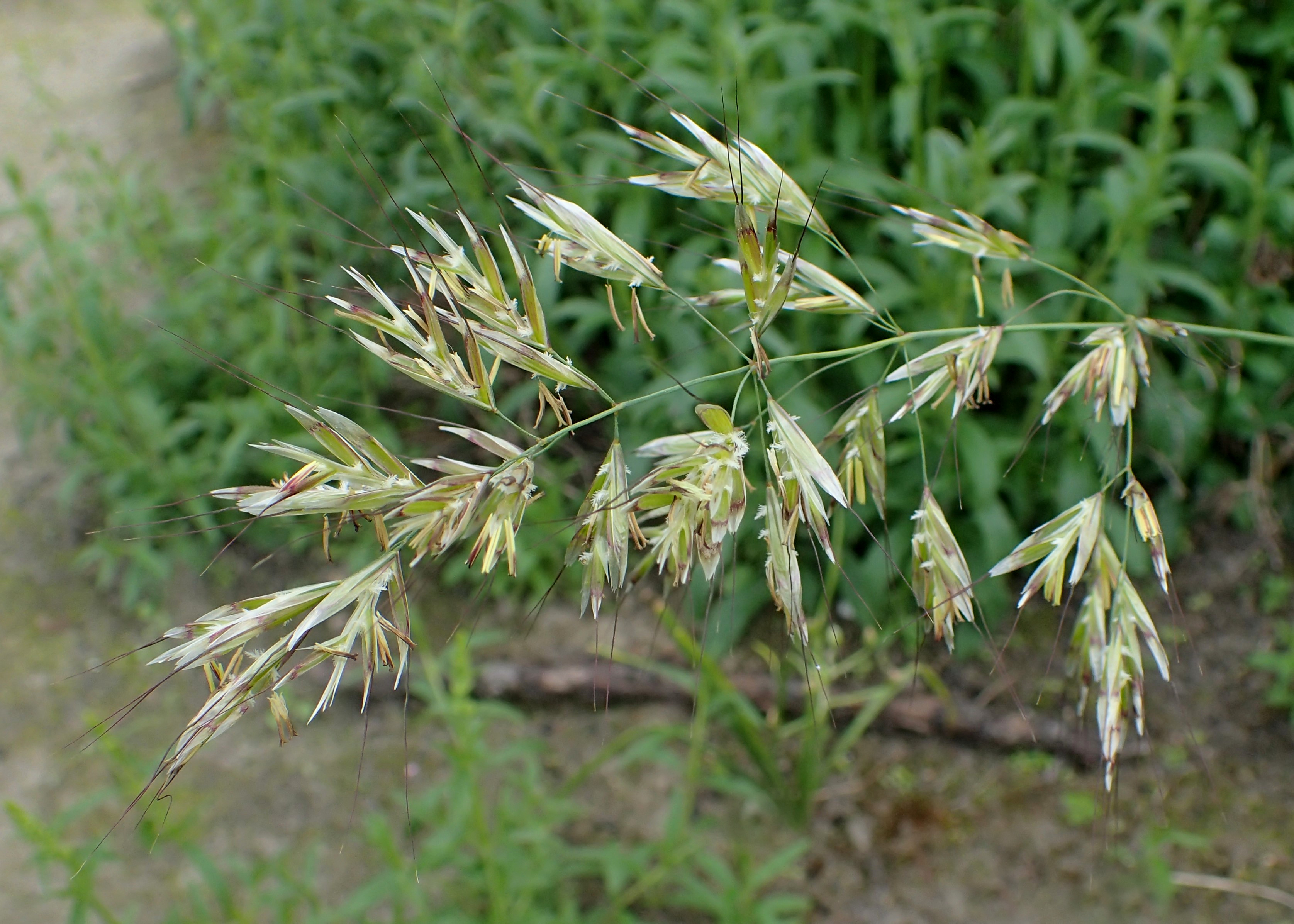
Kwiatostan

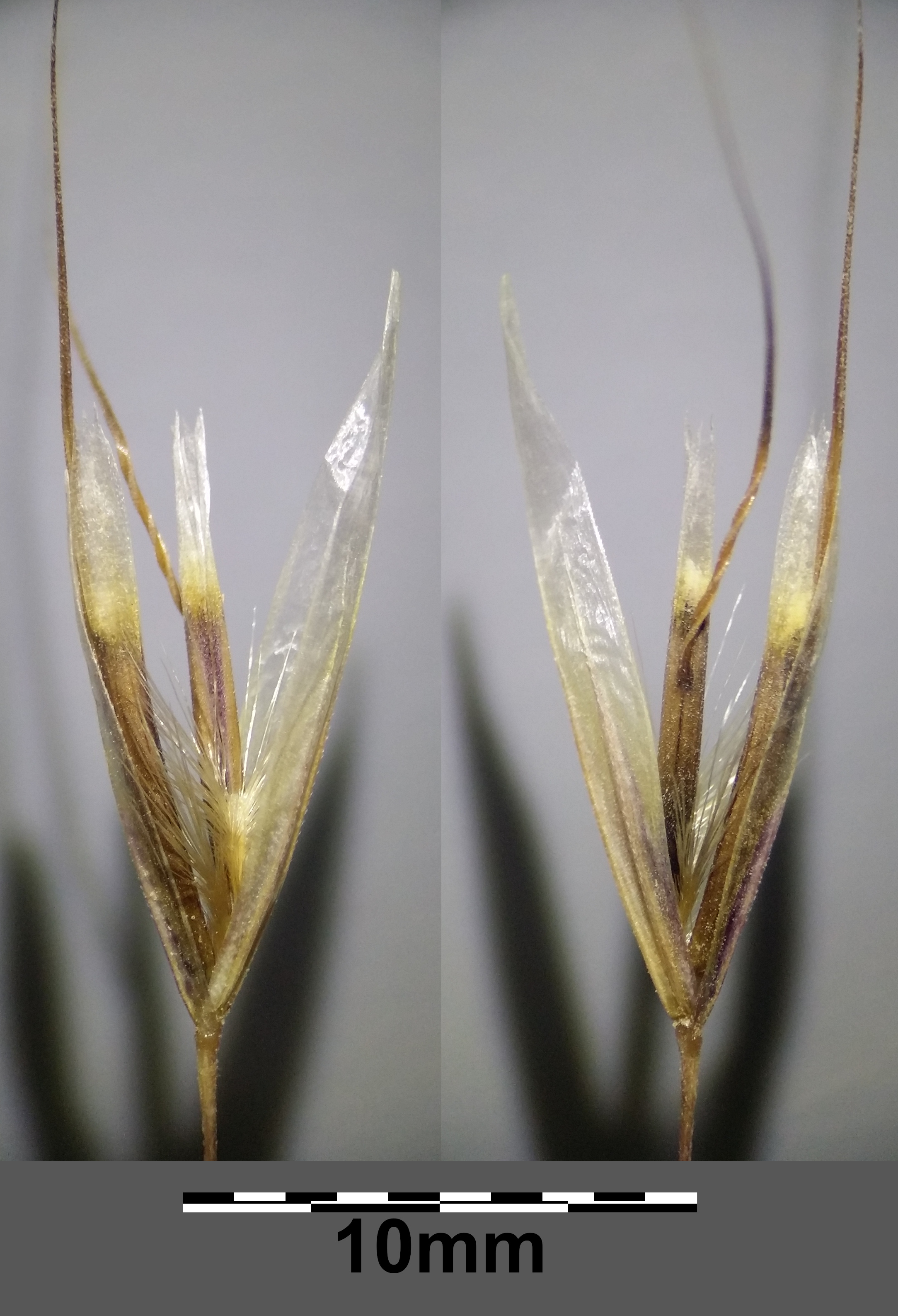
Kłoski

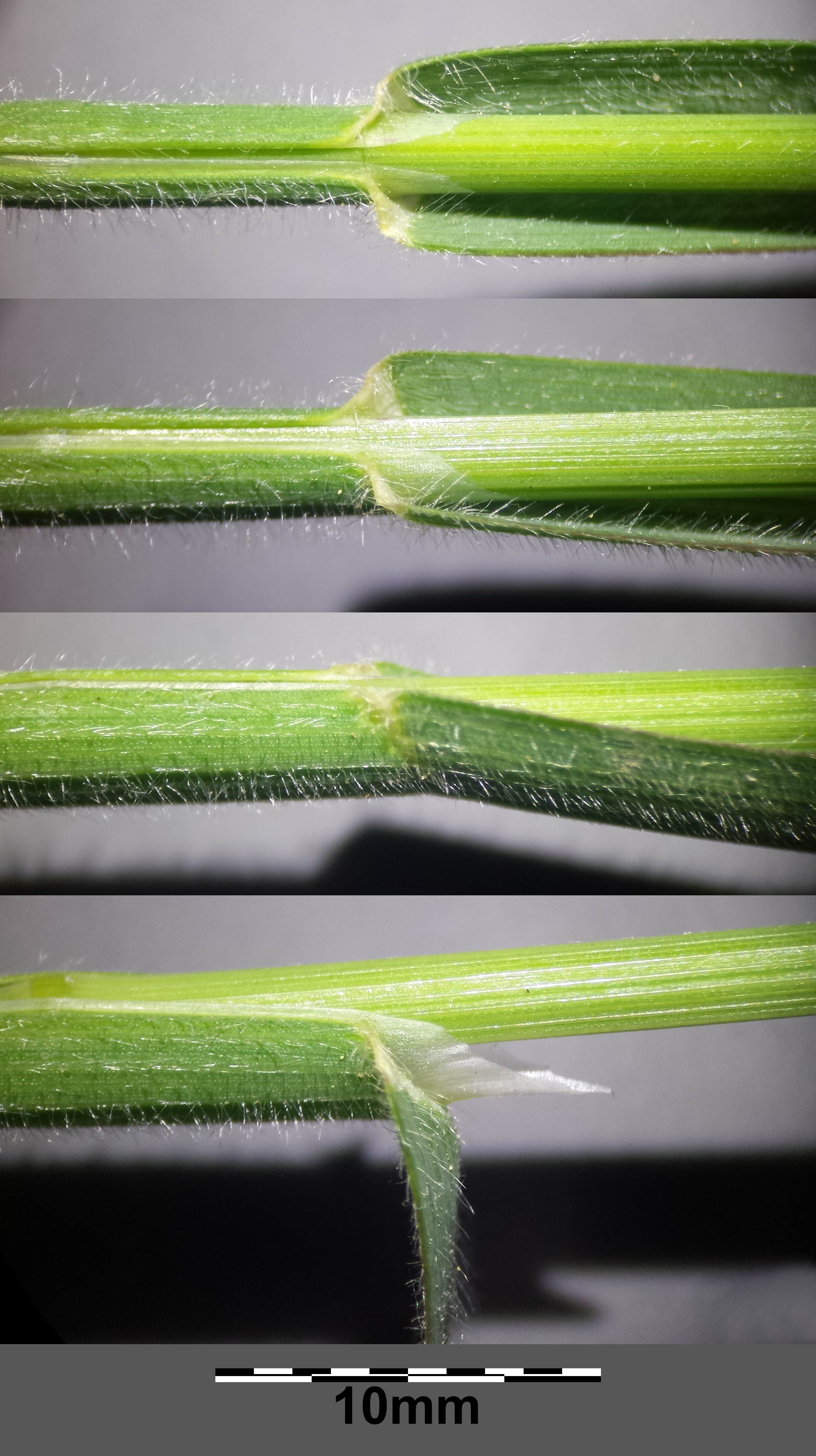
Pochwa liściowa i języczek

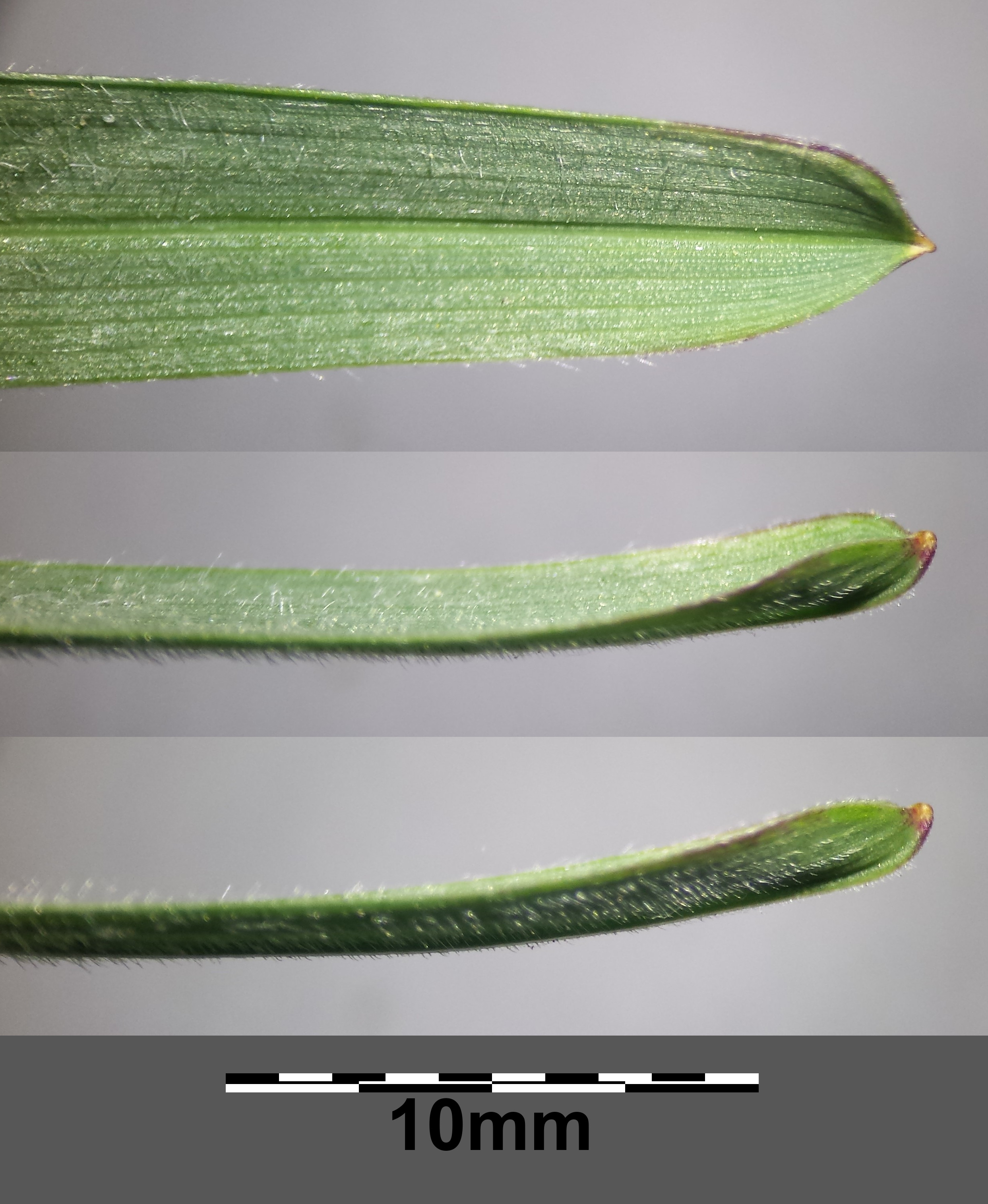
Wierzchołek liścia

PokrójWieloletnia trawa luźnokępowa. Wytwarza krótkie, kilkucentymetrowe rozłogi, z których wyrastają i zakorzeniają się pędy wegetatywne i kwiatowe.
ŁodygaŹdźbła zielne, proste lub u nasady kolankowato zgięte w międzywęźlach, ulistnione, gładkie, owłosione, puste, obłe, o wysokości od 50 do 120 cm.
LiścieRównowąskie o płaskich blaszkach, barwy żywo zielonej, z widocznym głównym nerwem, miękko owłosione, bez ostróg, w pączku złożone. Języczek wydłużony długości od 4 do 6 mm, w kształcie trójkąta, szpiczasto zakończony. Pochwy liściowe owłosione, zamknięte.
KwiatostanWiecha długości 20 cm, nieco skupiona, lekko zwisająca. Kwiaty najczęściej trójkrotne. Gałązki prawie gładkie, długości około 5 cm, w dolnym piętrze najczęściej 4 gałązki. Na każdej gałązce od 3 do 6 kłosków. Kłoski duże, trzykwiatowe, nieraz czterokwiatowe. Łodyżki kłosków cienkie, długie do 1 cm, na szczycie zgrubiałe. Każdy  kwiatek płodny. Kwiaty o jednej ości grzbietowej, barwy purpurowo-czerwonej, kłoski najczęściej są trzyościste, przeważnie bywają  mozaikowate w zielonawe, fioletowe i złotobrunatne plamki,  rzadziej jednobarwne. Kwitnie maj, czerwiec.
OwoceZiarniaki zawierające nasiono bielmowe.

## Ekologia
Rośnie na wyjałowionych łąkach i pastwiskach, polanach, zrębach leśnych,  czasem na stanowiskach ruderalnych. Najczęściej występuje na glinach piaszczystych i utworach pylastych lub glinach ciężkich i iłach. Preferuje stanowiska umiarkowanie naświetlone, umiarkowanie ciepłe warunki klimatyczne. Gleby świeże lub wilgotne, obojętne lub zasadowe, umiarkowanie ubogie (mezotroficzne).
W klasyfikacji zbiorowisk roślinnych gatunek charakterystyczny dla klasy (Cl.) Molinio-Arrhenatheretea – półnaturalnych i antropogenicznych darniowych zbiorowisk łąkowych i pastwiskowych. Na mezotroficznych i eutroficznych, niezabagnionych glebach mineralnych i organiczno-mineralnych lub na zmineralizowanych i podsuszonych murszach torfowisk niskich.

## Zastosowanie
Trawa o niskiej wartości pastewnej, daje ubogie plony małowartościowej paszy. Przez rolników traktowana jako chwast.
Zwalczanie
Regularne uprawianie ziemi, wycinanie i usuwanie z pola chwastów oraz kontrola materiału siewnego i nawozów organicznych.